# Каслнок

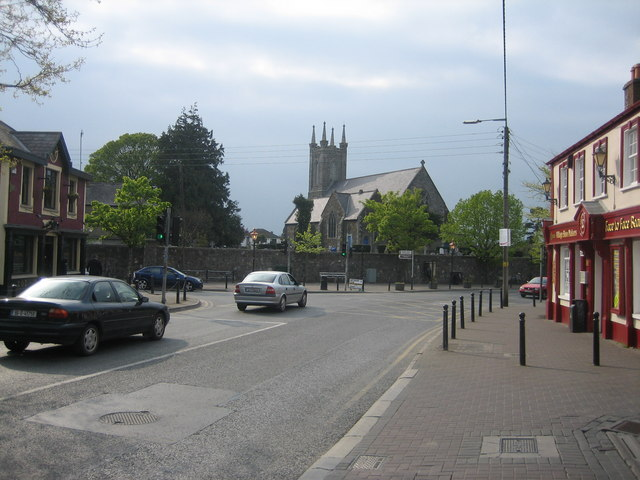

Каслнок (англ. Castleknock; ирл. Caisleán Cnucha) — пригород Дублина в Ирландии, находится в графстве Фингал (провинция Ленстер).

## Расположение
Пригородная территория Каслнок целиком находится внутри кольцевой автомагистрали M50, граничит на западе с крупным пригородом Бланчардстаун, на востоке — с Феникс-Парком, на севере — с Дансинком, южная граница разделяет Каслнок с посёлком Чейплизод, который находится немного выше долины реки Лиффи. Через Каслнок с востока на запад проходят Королевский канал и железнодорожная ветка Дублин-Слайго.